# Гай Скрибоний Курион (консул)
Гай Скрибо́ний Курио́н (лат. Gaius Scribonius Curio; родился около 125 года до н. э., Римская республика — умер в 53 году до н. э., Рим, Римская республика) — римский политик и военачальник из плебейского рода Скрибониев Курионов, консул 76 года до н. э. Принадлежал к преторской семье. Его причисляют к окружению Марка Ливия Друза, пытавшегося провести курс реформ в 91 году до н. э. Когда внутриполитическая борьба в Риме перешла в гражданскую войну (88 год до н. э.), Курион встал на сторону Луция Корнелия Суллы. Под командованием последнего участвовал в Первой Митридатовой войне — в частности, руководил осадой Афин. Уже после смерти Суллы, в 76 году до н. э., стал консулом и в этом качестве противостоял попыткам пересмотреть итоги гражданской войны.
В 76—74 годах до н. э. Гай Скрибоний воевал во Фракии и Мёзии с местными племенами и за одержанные победы был удостоен триумфа. Последующие 20 лет он был одним из наиболее влиятельных членов римского сената. Его имя упоминается в связи со всеми основными сюжетами римской истории 60-50-х годов до н. э. Одним из главных направлений в политической деятельности Куриона стало противодействие Гаю Юлию Цезарю.

## Биография

### Происхождение
Гай Скрибоний принадлежал к плебейскому роду Скрибониев, представители которого впервые упоминаются в связи с событиями Второй Пунической войны. В «Пунике» Силия Италика фигурирует Скрибоний Курион родом из Пицена, сражавшийся при Каннах и утонувший в реке Ауфид; но точно известно, что когномен Курион появился у представителя следующего поколения, из-за чего антиковед Фридрих Мюнцер поставил под сомнение и происхождение Скрибониев из Пицена. Уверенно можно сказать только, что этот род был одним из тех аристократических семейств, которые в III веке до н. э. перебрались в Рим из других городов Италии.
Курионы впервые достигли претуры в 183 году до н. э. Их дальнейшее возвышение связано, по определению Мюнцера, с ораторским талантом, передававшимся от отца к сыну в трёх поколениях. Первым видным оратором из этого рода был отец Гая Скрибония, носивший тот же преномен и занимавший должность претора около 121 года до н. э.

### Ранние годы и начало карьеры
Марк Туллий Цицерон называет младшего Гая Скрибония в числе тех ораторов, «почти ровесников между собой», которые были немного моложе Гая Юлия Цезаря Страбона Вописка. Это Публий Сульпиций, Гай Аврелий Котта, Марк Ливий Друз, Квинт Варий, Публий Антистий, Гней Помпоний, Луций Фуфий. Исходя из этого сообщения, рождение Куриона датируют приблизительно 125 годом до н. э.
Гай Скрибоний рано потерял отца. На политическую сцену он вышел в декабре 100 года до н. э., когда вместе с другими представителями аристократии явился на комиций для открытой схватки с народным трибуном Луцием Аппулеем Сатурнином. Российский антиковед А. Егоров в связи с этими событиями называет Куриона в числе «молодых оптиматов и „центристов“, ставших в два последующих десятилетия правящей элитой республики» наряду с всё тем же Друзом, Квинтом Сервилием Цепионом, Луцием Лицинием Крассом, Квинтом Муцием Сцеволой, братьями Агенобарбами, Гаем Клавдием Пульхром, Гаем Кассием Лонгином.
Уже в 90-е годы до н. э. Гай Скрибоний получил известность как оратор. Чтобы привлечь к себе внимание, он предъявил обвинение представителю наиболее могущественной семьи той эпохи — Квинту Цецилию Метеллу Непоту; видимо, это произошло сразу после консулата Метелла, пришедшегося на 98 год. В последующие годы Курион противостоял Марку Антонию Оратору, защищая братьев Коссов в суде центумвиров. Подробности этого дела неизвестны, но Цицерон устами самого Антония дал высокую оценку дарованию Гая Скрибония, основываясь именно на процессе Коссов.
Курион был сторонником Марка Ливия Друза, попытавшегося в 91 году до н. э. провести набор реформ, а после его гибели, вероятно, привлекался к суду по закону Квинта Вария. Тем не менее он стал народным трибуном в 90 году. Действовал он в этой должности не слишком удачно: во время одного из его выступлений народное собрание в полном составе покинуло оратора, и после этого Гай Скрибоний предпочитал молчать. Видимо, из-за своей непопулярности у народа он не стал в положенные по закону Виллия сроки добиваться эдилитета (позже Курион ставил себе в заслугу то, что он добился высших магистратур, не устраивая развлечения для народа): в 87 году до н. э. он предпочёл отправиться на войну с Митридатом в составе армии Луция Корнелия Суллы.
Антиковед Э. Грюн предположил, что Гаю Скрибонию пришлось бежать к Сулле из-за выдвинутого против него судебного обвинения. Другого мнения придерживается А. Кивни: он считает, что Курион мог оценить «тусклое впечатление», произведённое на римлян его ораторским искусством, и выбрать новое направление карьеры — военную службу. Здесь открывались блестящие перспективы благодаря начавшейся войне со слабым, но богатым противником и благодаря тому, что Суллу оставили почти все его офицеры, возмущённые мятежом их командира против республики; кроме того, у Куриона могли быть старые дружеские связи с Луцием Корнелием.
Когда римляне 1 марта 86 года до н. э. взяли штурмом Афины, Сулла именно Гаю Скрибонию поручил вести осаду Акрополя, где засел тиран Аристион. Последний сдался из-за голода и жажды и был казнён. В следующем году, после заключения Дарданского мира с Митридатом, Курион обеспечил Никомеду Вифинскому и Ариобарзану Каппадокийскому возвращение в их царства
Гай Скрибоний вернулся в Италию вместе с Суллой. При этом источники ничего не сообщают о его участии в гражданской войне и в репрессиях против марианцев; известно только, что Курион получил часть владений Гая Мария в Кампании. Не позже 80 года до н. э., исходя из даты первого выдвижения кандидатуры в консулы, он должен был занимать должность претора. По мнению Мюнцера, 79 годом следует датировать процесс, в котором Гай Скрибоний защищал некоего Сервия Невия против Титинии; интересы последней представлял «ради Котты» только начинавший свою карьеру Марк Туллий Цицерон. Курион во время выступления «вдруг забыл всё, что хотел сказать, и свалил это на чары и колдовство Титинии».

### Консульство и проконсульство
В 78 году до н. э. Гай Скрибоний выдвинул свою кандидатуру в консулы, но потом отозвал её ради другого претендента — Мамерка Эмилия Лепида Ливиана. Причиной тому могла стать былая дружба Куриона с братом Лепида Марком Ливием Друзом. Годом позже Гай Скрибоний победил на консульских выборах вместе с ещё одним плебеем — Гнеем Октавием.
Ф. Мюнцер предположил, что уже тогда Курион был членом коллегии понтификов (в источниках он впервые упоминается в этом качестве в связи с событиями 57 года до н. э.). Будучи человеком очень религиозным, Гай Скрибоний предложил сенату восстановить Сивиллины книги. Вместе со своим коллегой он противостоял очередной попытке отменить сулланское законодательство относительно народного трибуната, предпринятой Гнеем Сицинием. Последний преследовал Куриона своими насмешками с самого начала консульского года, но в целом об их конфликте мало что известно. Саллюстий сообщает, что Сициний был «осаждён» знатью и что «владычество Гая Куриона привело к гибели ни в чём не повинного трибуна», и эти слова трактуются в историографии по-разному — как указание либо на физическую гибель Сициния, либо на то, что его просто заставили замолчать.
Уже летом своего консульского года (76 до н. э.) Курион отправился в Македонию, чтобы заменить там в качестве наместника умершего Аппия Клавдия Пульхра. В Диррахии консул подавил мятеж одного из пяти своих легионов. До конца 76 года он успел победить фракийское племя медов, а в 75 году, обладая уже полномочиями проконсула, разбил дарданов и их соседей, первым из римских полководцев дошёл до нижнего Дуная и подчинил Республике территорию, позже ставшую провинцией Мёзия. Наконец, в 74 году Курион подавил восстание местного населения и вернулся в Рим, где был удостоен за свои победы триумфа (А. Егоров, тем не менее, пишет, что Гай Скрибоний воевал на Балканах «без особого успеха»). Неизвестно, когда именно был отпразднован триумф — в 74 году или уже в 73-м.

### Поздние годы
Вскоре после своего возвращения в Рим Гай Скрибоний подвергся атаке со стороны Квинта Цецилия Метелла Непота, чьего отца он привлекал к суду в молодости. Непот-младший поклялся своему отцу, лежавшему на смертном одре, что отомстит Куриону; но последний предъявил встречное обвинение и таким образом избежал суда. В эти годы Гай Скрибоний поддерживал Гая Верреса, ставшего фигурантом ряда коррупционных скандалов: так, он обеспечил Верресу защиту от обвинений народного трибуна Квинта Опимия. Накануне процесса, который должен был вести Цицерон, Гай Скрибоний встретил Верреса в числе людей, сопровождавших только что избранного консулом Квинта Гортензия Гортала, демонстративно поприветствовал его, обнял и сказал: «Предсказываю тебе, в нынешних комициях ты оправдан». Тем не менее, Гаю Верресу пришлось уйти в изгнание после первой же речи Цицерона.
В 60-е годы до н. э. Курион находился в самом центре политической жизни. Так, в 66 году он в числе других консуляров поддержал инициативу о передаче командования в Третьей Митридатовой войне Гнею Помпею. Гай Скрибоний неоднократно совершал острые выпады против начинавшего тогда свою политическую карьеру Гая Юлия Цезаря: в своих речах он обвинял Цезаря и Марка Лициния Красса в заговоре с целью захвата власти (так называемый «первый заговор Катилины»), высказывался против предоставления римского гражданства жителям Транспаданской Галлии (при этом он «называл дело транспаданцев правым, но всегда прибавляя: „Пусть возьмёт верх польза!“»). В историографии высказывались предположения, что и информация Светония о романах Гая Юлия с рядом замужних аристократок может быть основана на заявлениях Куриона. Во время заседания сената 5 декабря 63 года до н. э. Гай Скрибоний, как и прочие консуляры, поддержал предложение Децима Юния Силана о казни сторонников Катилины. Цезарь высказался за более мягкие меры и поэтому после заседания едва не подвергся нападению со стороны группы всадников из свиты Цицерона; согласно Плутарху, Курион, несмотря на старую вражду, защитил Гая Юлия, прикрыв его своей тогой.
К этому времени вступил во взрослую жизнь единственный сын Куриона. Несмотря на частые внутрисемейные разногласия, в политике отец и сын всегда выступали заодно. В частности, в 61 году до н. э. оба они поддержали Публия Клодия, который в день таинств Доброй богини проник в дом Цезаря, чтобы встретиться с его женой. Когда один из консулов, Марк Пупий Пизон Фруги Кальпурниан, предложил предать Клодия суду по обвинению в святотатстве, Курион-младший постарался настроить против этой инициативы народное собрание, а Курион-старший — сенат. Правда, поддержали Гая Скрибония всего пятнадцать сенаторов. Тем не менее позже Клодий был оправдан.
Цицерон во время суда над Клодием дал показания против него. В результате врагами Марка Туллия стали как гипотетический святотатец, так и оба Куриона. Старший из них периодически вступал в острые дискуссии с Цицероном, свидетельства о которых сохранились благодаря только одной стороне конфликта. Так, в конце июня или в июле 61 года до н. э. Цицерон написал своему другу Титу Помпонию Аттику:

Бессмертные боги! какие битвы и побоища я дал, какой произвел натиск на Пизона, Куриона и весь тот отряд, как преследовал малодушие стариков и развращенность молодежи.
— Марк Туллий Цицерон. Письма к Аттику, I, 16, 1..
Всё сказанное против двух своих врагов в начале 61 года до н. э. Цицерон спустя полгода объединил в рамках одного памфлета — In Clodium et Curionem («Против Клодия и Куриона»), который, правда, не был издан. Только через три года этот текст получил распространение в Риме вопреки воле его автора, который в это время находился в изгнании и уже начал сближаться с Курионами против Клодия и Цезаря. О содержании памфлета известны только две вещи: Цицерон упрекал Гая Скрибония в том, что при Сулле тот обогатился за счёт имущества Гая Мария, и в том, что он, человек строгих нравов, поддерживает безнравственного Клодия.
В историографии существует предположение, что Гай Скрибоний был одним из цензоров 61 года до н. э. Источники не называют имена людей, занимавших эту магистратуру в тот год; между тем известно, что ценз проводился. Когда Цезарь стал консулом (59 год до н. э.), Курион продолжил противодействие его начинаниям. Гай Скрибоний упоминается в числе противников аграрного закона, который тем не менее был принят. Осенью того же года Курион оказался причастным к «делу Веттия»: сын рассказал ему о предложении некоего Луция Веттия убить Помпея, и Курион-старший тут же передал эту информацию предполагаемой жертве.
В 58 году до н. э. Курион вместе с Квинтом Гортензием возглавил сенаторов и всадников, требовавших возвращения Цицерона из изгнания. В 56 году он участвовал в сенатских спорах о том, как именно помочь египетскому царю Птолемею Авлету вернуться на престол; известно только, что он «был резок». Поскольку Цезарь продолжал усиливать своё влияние, Гай Скрибоний облёк свой протест против его деятельности в литературную форму, издав в 55 году памфлет, где критически рассматривалась вся биография Цезаря.
Курион умер в 53 году до н. э. Сын почтил его память погребальными играми.

## Интеллектуальные занятия
Согласно Цицерону, в определённых кругах бытовало мнение, что Гай Скрибоний был третьим по значению оратором своего поколения — после Публия Сульпиция и Гая Аврелия Котты. Сам Марк Туллий признавал яркость и правильность речи Куриона, считая её в значительной степени унаследованной от отца и деда. При этом Гай Скрибоний ничего не сделал, чтобы развить свои природные таланты, и даже не постарался получить сносное образование: из римских ораторов «ни один не был так несведущ и невежествен в любой из благородных наук. Он не знал ни одного поэта, не читал ни одного оратора, не помнил ничего из истории; он не был знаком ни с государственным, ни даже с частным и гражданским правом».
Из пяти составляющих ораторского искусства, по словам Цицерона, Курион освоил только одну — «блеск и обилие слов». «В рассуждениях он был тугодумен, в построении он был беспорядочен, а что касается остальных двух частей, произнесения и запоминания, то ими он вызывал только громкий хохот насмешников». Особой мишенью для насмешек сделала Гая Скрибония его манера раскачиваться при произнесении речей. Известный острослов Гай Юлий Цезарь Страбон Вописк в связи с этим сказал однажды, увидев выступление Куриона: «Что за гребец там разглагольствует?». А народный трибун Гней Сициний, «отчаянный шутник», высмеял Гая Скрибония при его вступлении в консульскую должность:

Когда Сициний, в то время народный трибун, представлял народу двух консулов — Куриона и Гнея Октавия, то Курион произнес очень длинную речь, а Октавий, больной подагрой, сидел тем временем возле него, весь в бинтах и припарках. «Помни, Октавий, — сказал ему тогда Сициний, — ты жизнью обязан своему коллеге: ведь если б он тут не качался взад-вперед, мухи заели бы тебя на месте».
— Марк Туллий Цицерон. Брут, 217..
Помимо всего прочего, Курион имел удивительно плохую для оратора память: он не раз забывал речь прямо во время выступления. Даже в своём памфлете против Цезаря Гай Скрибоний запутался во времени действия таким образом, что его герои, действовавшие во время консульства Гая Юлия, вдруг стали упрекать последнего за его деятельность в Галлии.

## Семья
Около 90 года до н. э. Курион женился на дочери Луция Меммия. В этом браке родился один сын того же имени. Источники приписывают Гаю Скрибонию-младшему разгульный образ жизни, не встречавший одобрения со стороны отца — человека строгих правил. Последний отказывался платить долги сына, достигшие астрономической суммы в 250 талантов, и неоднократно «выталкивал из дома» его друга, Марка Антония. Тем не менее в политике двое Курионов всегда были заодно.